# Mena'sen
Le Mena'sen (amérindianyme abénaquis qui remplace Rocher au Pin Solitaire ou Rocher du Pin Solitaire) est un rocher situé dans la rivière Saint-François près du pont Saint-François de Sherbrooke, au Québec.
Ce rocher se distingue historiquement pour deux raisons principales. Tout d'abord, il serait le mémorial légendaire d'un combat singulier entre un abénaquis et un iroquois vers 1692. Ensuite, en 1934, à l'occasion du quatrième centenaire de la date d'arrivée de Jacques Cartier au Canada, une grande croix métallique y a été installée par le diocèse de Sherbrooke pour commémorer ce voyage. La ville s'est engagé à illuminer en permanence cette croix. Le pin solitaire qui ornait le piton rocheux a disparu, selon les versions, abattu en 1913 à la suite d'un vandalisme ou détruit par différentes conditions météorologiques.
Le district du Pin-Solitaire de l'arrondissement de Fleurimont à Sherbrooke est nommé d'après le rocher.

## Plaque commémorative
| La croix du rocher au Pin Solitaire Mena' sen (Légende abénaquise) Croix érigée avec une souscription populaire sur le rocher du Pin Solitaire au confluent des rivières Magog et Saint-François le 24 juin 1934 pour commémorer le 400e anniversaire de la découverte du Canada (1534-1934) Propriété de la S.S.J.B. de Sherbrooke Entretenue et illuminée à perpétuité par la Ville de Sherbrooke Plaque dévoilée le 24 juin 1988 par Jean Paul Pelletier, maire Serge Cardin, conseiller À l'occasion du 50e anniversaire de fondation de la Paroisse Saint-Sacrement 1938-1988 |

## Galerie

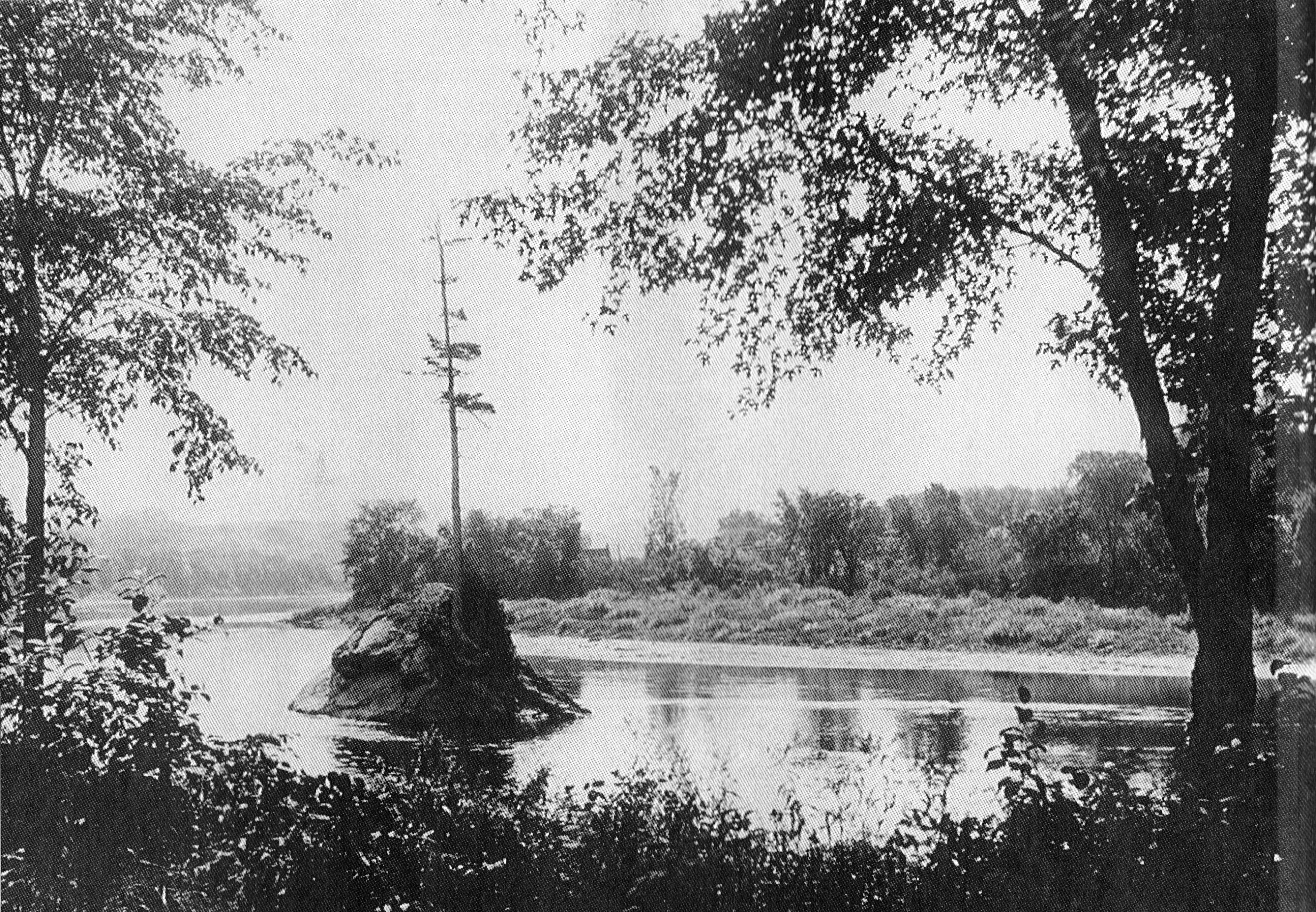
Le rocher au Pin Solitaire vers 1913
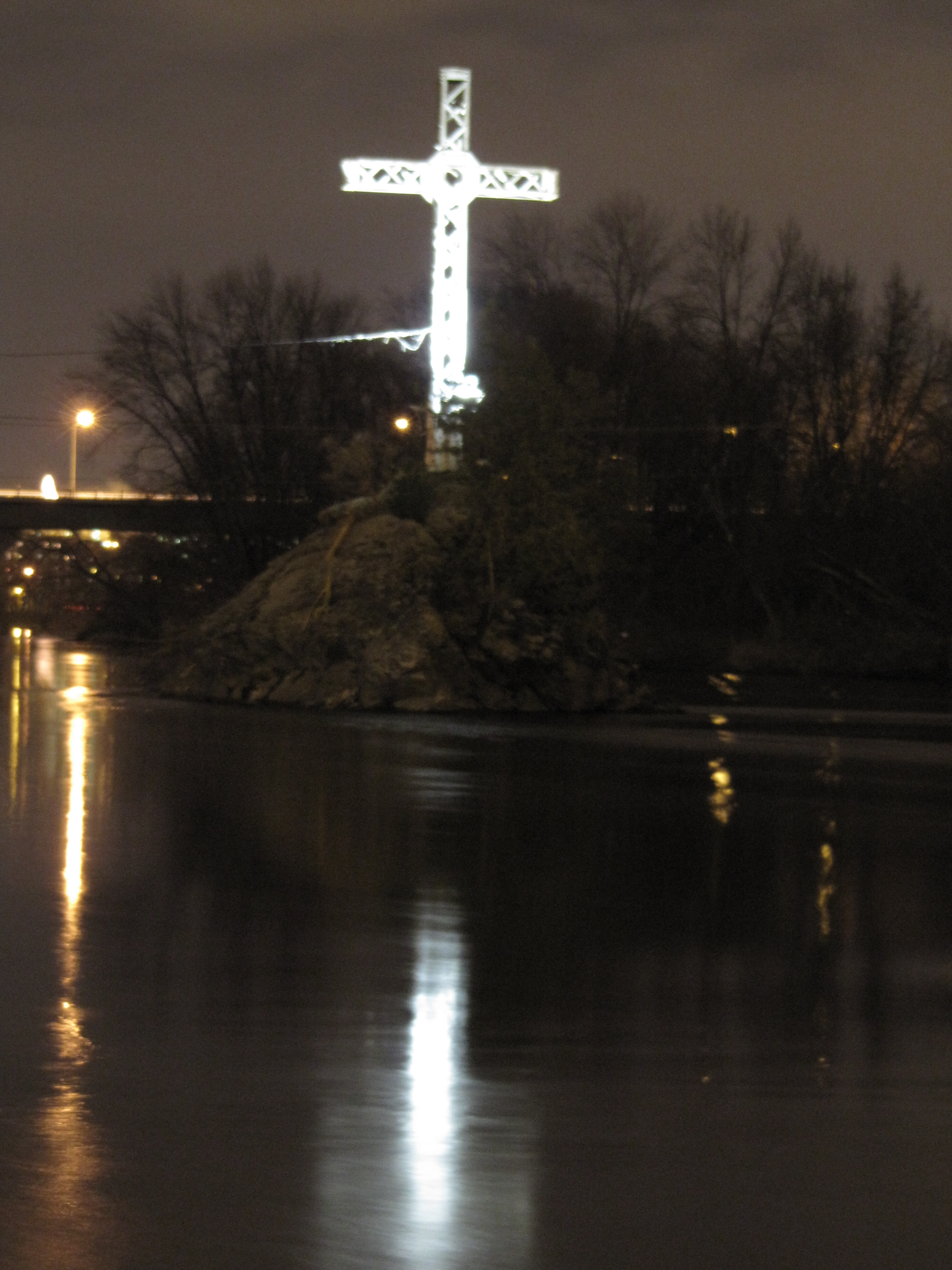
Le Mena'sen éclairé